# Janina Zamojska
Janina Jadwiga Zamojska, ps. „Danuta” (ur. 16 października 1922 we Lwowie, zm. 30 grudnia 2015 tamże) – polska działaczka podziemia niepodległościowego w czasie II wojny światowej w ramach NOW-AK, powojenna działaczka polonijna, katolicka i kulturalna na terenie Lwowa.

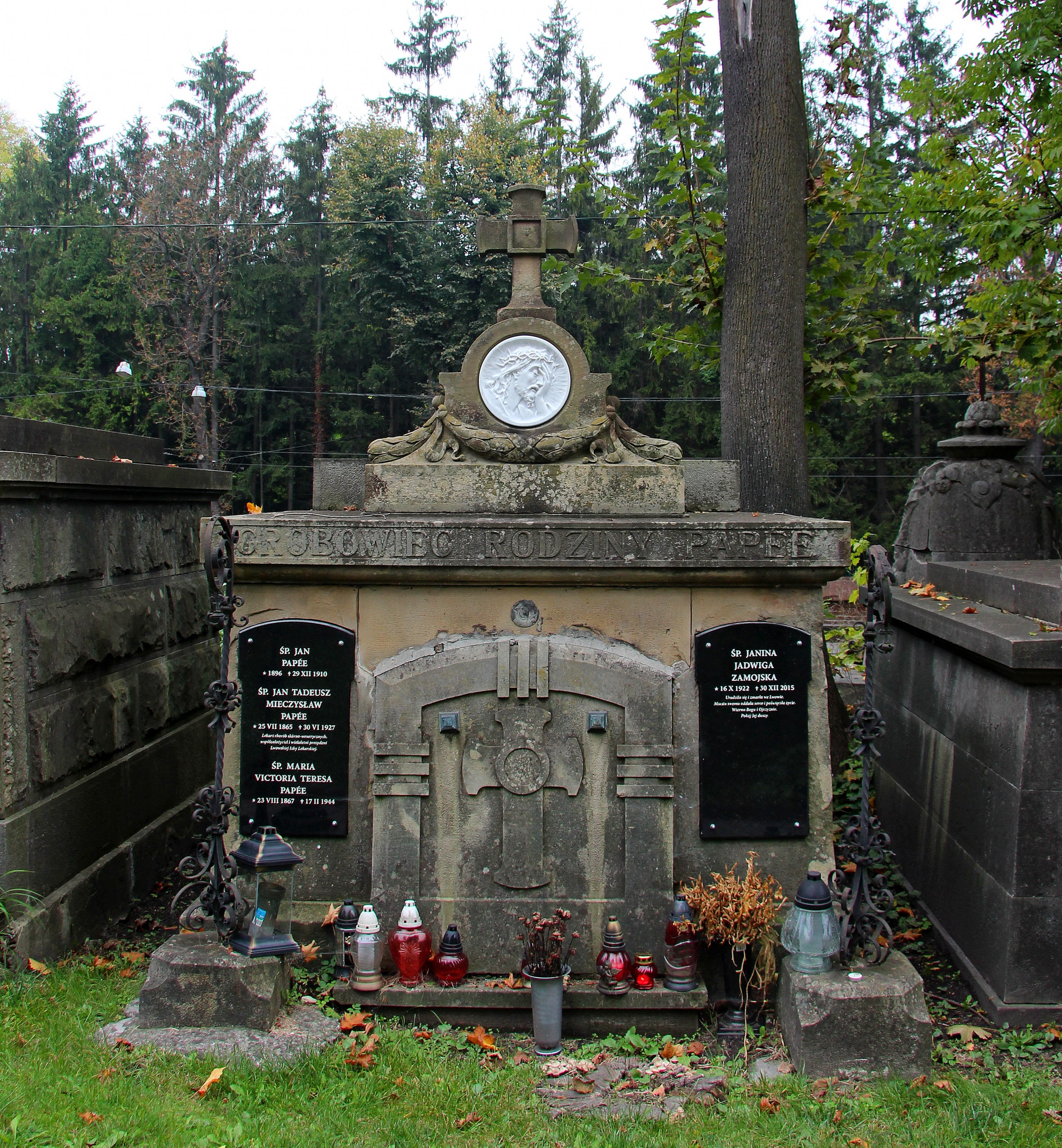
Grobowiec rodziny Papée

## Życiorys
W okresie II wojny światowej działała w konspiracji niepodległościowej w ramach struktur NOW-AK. Po wojnie mimo zmian granicznych będących wynikiem postanowień konferencji jałtańskiej zdecydowała się na pozostanie w rodzinnym Lwowie, gdzie angażowała się między innymi w tworzenie nielegalnych punktów katechetycznych. Po upadku żelaznej kurtyny włączała się w proces zwrotu zajętych w okresie stalinizmu świątyń Kościołowi Katolickiemu na Ukrainie. Była działaczką Klubu Inteligencji Katolickiej. 
Zmarła 30 grudnia 2015. Została pochowana w grobowcu rodziny Papée na Cmentarzu Łyczakowskim we Lwowie.

## Odznaczenia
- Krzyż Komandorski Orderu Odrodzenia Polski[1] (2004)[4],
- Krzyż Komandorski Orderu Zasługi Rzeczypospolitej Polskiej[1],
- Medal „Pro Memoria”[1]